# NOLA (album)
NOLA je první album metalové skupiny Down, vydané v roce 1995. Trochu záhadný název je vlastně přezdívka města a zkratka slov New Orleans, LouisianA.

## Seznam skladeb
1. "Temptations Wings" - 4:24
2. "Lifer" - 4:36
3. "Pillars of Eternity" - 3:57
4. "Rehab" - 4:03
5. "Hail the Leaf" - 3:28
6. "Underneath Everything" - 4:46
7. "Eyes of the South" - 5:13
8. "Jail" - 5:17
9. "Losing All" - 4:21
10. "Stone the Crow" - 4:42
11. "Pray for the Locust" - 1:07
12. "Swan Song" - 3:35
13. "Bury Me in Smoke" - 7:04